# 库克斯港
库克斯港市（德语：Cuxhaven，德語發音：[ˌkʊksˈhaːfn̩]）是德国下萨克森州的城市，库克斯港县的首府，位于易北河汇入北海的入海口。
库克斯港市有一座重要的渔业港口，汉堡市和北海-波罗的海运河过往船只的登记检查站，旅游业也是该市的重要经济产业。库克斯港市在1937年前属于汉堡市，库克斯港市西北面的北海中的Neuwerk岛现今仍属于汉堡市。
库克斯港市的标志是一座在易北河河口的木制导航标志（Kugelbake），它标记了内易北河到外易北河的位置，以及内河航运的界限，它也成为了该市的市徽来源。

## 外部链接

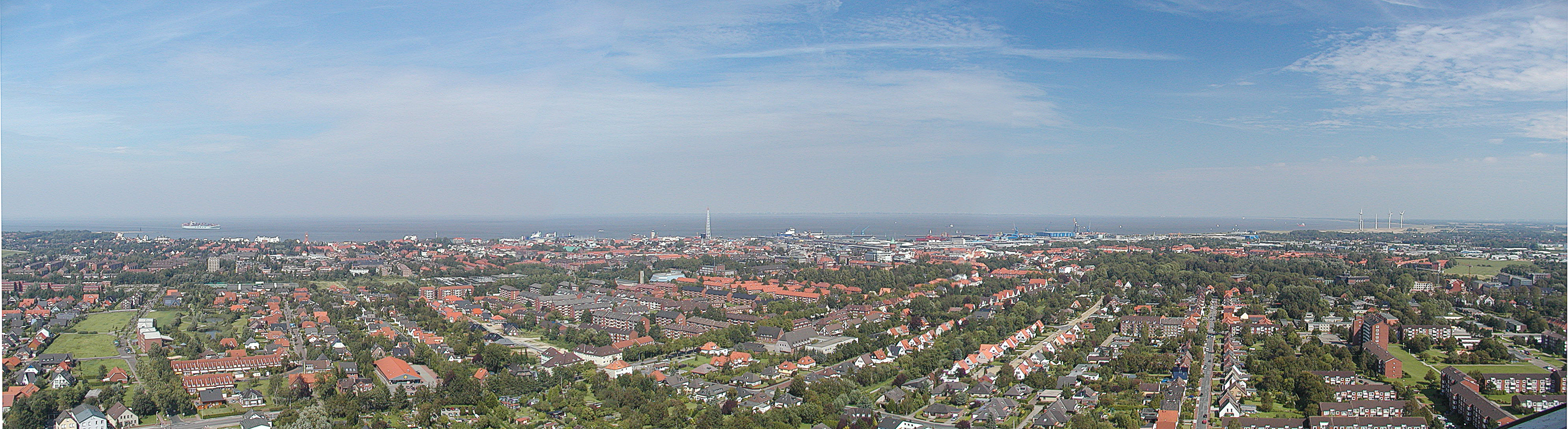
库克斯港市全景图

## 友好城市
- 法國 瓦讷